# União Soviética nos Jogos Olímpicos de Inverno de 1980
A União Soviética mandou 86 competidores que disputaram nove modalidades nos Jogos Olímpicos de Inverno de 1980, em Lake Placid, nos Estados Unidos. A delegação conquistou 22 medalhas no total, sendo dez de ouro, seis de prata e seis de bronze.